# Liste der Biografien/Fot
Liste der Biografien |
Portal Biografien |
Personensuche
# |
A |
B |
C |
D |
E |
F |
G |
H |
I |
J |
K |
L |
M |
N |
O |
P |
Q |
R |
S |
T |
U |
V |
W |
X |
Y |
Z |
?
 
Fa |
Fe |
Ff |
Fh |
Fi |
Fj |
Fk |
Fl |
Fm |
Fn |
Fo |
Fr |
Ft |
Fu |
Fy
 
Foa |
Fob |
Foc |
Fod |
Foe |
Fof |
Fog |
Foh |
Foi |
Foj |
Fok |
Fol |
Fom |
Fon |
Foo |
Fop |
For |
Fos |
Fot |
Fou |
Fov |
Fow |
Fox |
Foy |
Foz
Die Liste der Biografien führt alle Personen auf, die in der deutschsprachigen Wikipedia einen Artikel haben. Dieses ist eine Teilliste mit 66 Einträgen von Personen, deren Namen mit den Buchstaben „Fot“ beginnt.

## Fot
- Fot, Runenmeister in Mittelschweden

### Fota
- Fotache, Viorel (* 1989), rumänischer Handballspieler
- Fotak, Nevia (* 2008), kroatische Leichtathletin
- Fotakis, Giorgos (* 1981), griechischer Fußballspieler
- Fotaras, Antonia (* 1999), italienische Schauspielerin

### Fote
- Fotew, Christo (1934–2002), bulgarischer Dichter und Schriftsteller

### Foth
- Foth, Christine (* 1990), deutsche Handballspielerin
- Foth, Christoph (* 1991), deutscher Handballspieler
- Foth, Detlev (* 1959), deutscher Maler
- Foth, Eberhard (* 1930), deutscher Jurist
- Foth, Ewald (1908–1948), deutsches SS-Mitglied
- Foth, Jörg (* 1949), deutscher Filmregisseur und Schauspieler
- Foth, Robert (* 1958), US-amerikanischer Sportschütze
- Foth, Werner (1922–1995), deutscher Politiker (CDU), MdBB
- Fothen, Markus (* 1981), deutscher RadrennfahrerMarkus Fothen (* 1981)

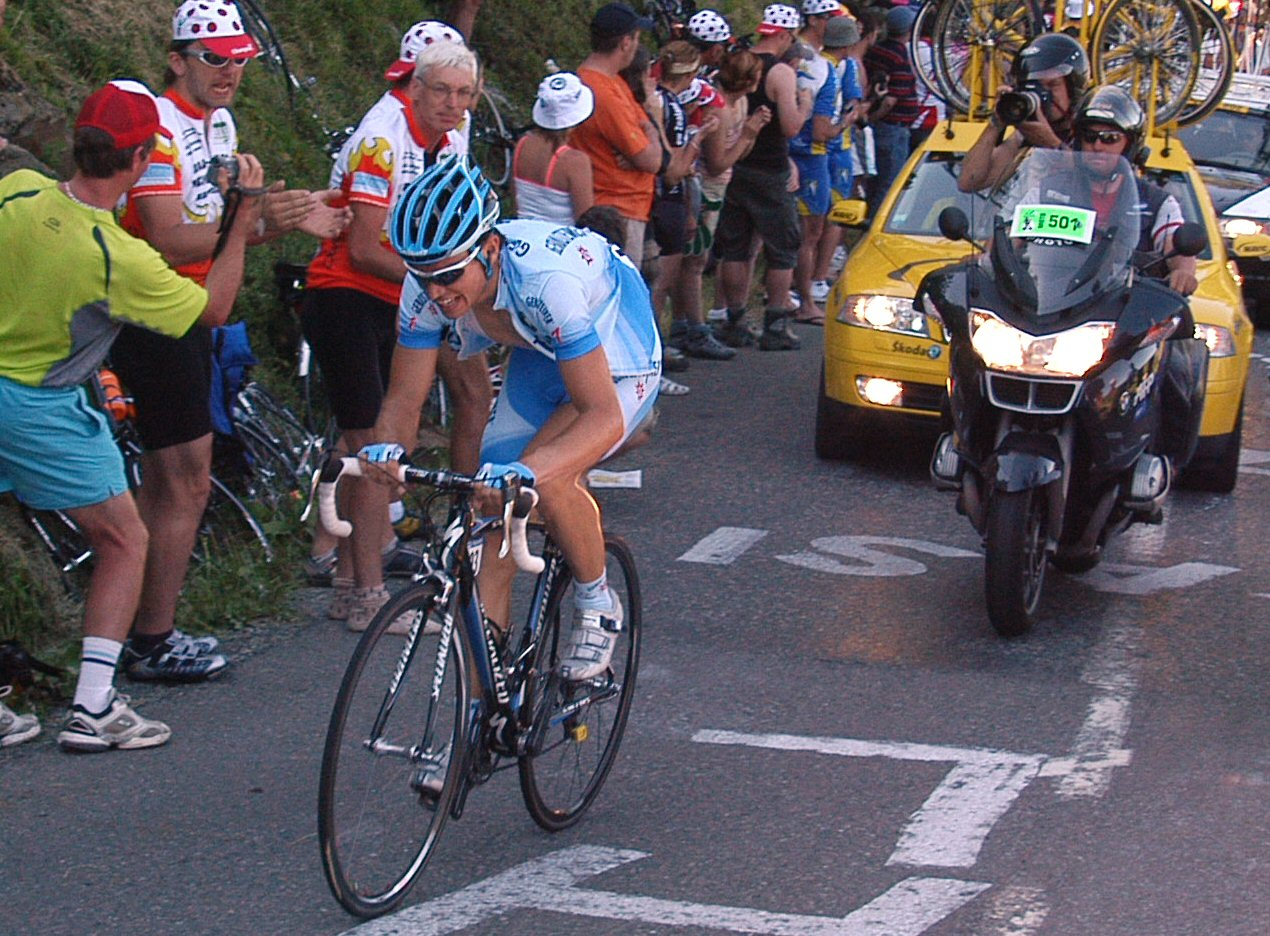
Markus Fothen (* 1981)

- Fothen, Thomas (* 1983), deutscher Radrennfahrer
- Fothergill, Alastair (* 1960), britischer Dokumentarfilmproduzent
- Fothergill, Allodin (* 1987), jamaikanischer Leichtathlet
- Fothergill, John (1712–1780), englischer Mediziner, Botaniker, Quäker und Philanthrop
- Fothergill, John (1730–1782), englischer Ingenieur und Unternehmer
- Fotheringham, Aaron (* 1991), US-amerikanischer RollstuhlsportlerAaron Fotheringham (* 1991)

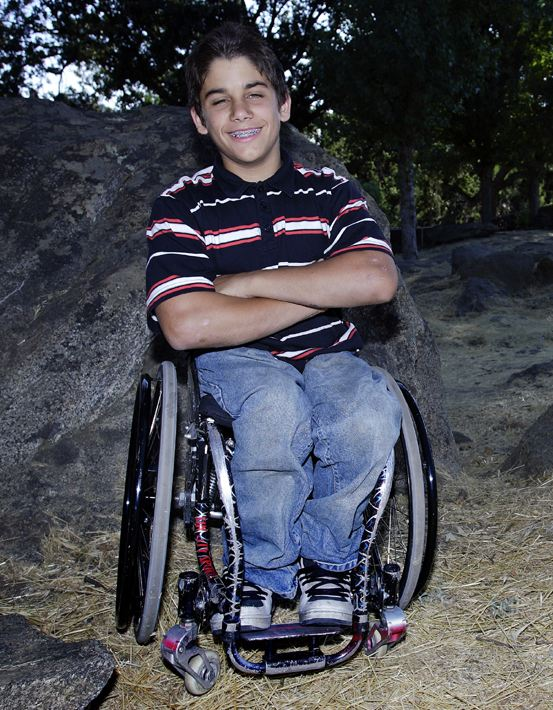
Aaron Fotheringham (* 1991)

- Fotheringham, John Knight (1874–1936), britischer Historiker
- Fotheringham, Kai (* 2003), schottischer Fußballspieler
- Fotheringham, Mark (* 1983), schottischer Fußballspieler und -trainer
- Fotheringham-Parker, Philip (1907–1981), britischer Rennfahrer
- Fothringham-Parker, Thomas (1907–1979), britischer Autorennfahrer

### Foti
- Foti, Antonio (* 2003), zyprisch-bulgarischer Fußballspieler
- Fóti, Samu (1890–1916), ungarischer Turner und Diskuswerfer
- Fotiadis, Alechis (* 1967), zypriotischer Skirennläufer
- Fotiadis, Pavlos (* 1964), zypriotischer Skirennläufer
- Fotiadou, Karolina (* 1970), zypriotische Skirennläuferin
- Fotias, Vasilios (* 1989), griechischer Fußballschiedsrichter
- Fotijewa, Lidija Alexandrowna (1881–1975), russische Revolutionärin, Privatsekretärin Lenins
- Fotijewa, Nina Naumowna (1936–2018), sowjetische bzw. russische Geomechanikerin und Hochschullehrerin
- Fotinaki, Katerina, griechische Gitarristin, Sängerin und Liedermacherin
- Fotino, Maria (1913–1996), rumänische Pianistin
- Fotinos, Dionysios (1769–1821), griechischer Historiker, Musikpädagoge, Komponist liturgischer Musik und osmanischer Beamter
- Fotinos, Georgios (1876–1961), griechischer Dermatologe und Hochschullehrer
- Fotinow, Konstantin († 1858), bulgarischer Enzyklopädist, Aufklärer
- Fotinsky, Serge (1887–1971), Maler
- Fotiou, Theano (* 1946), griechische Architektin

### Foto
- Fotopoulos, Danielle (* 1976), US-amerikanische Fußballspielerin
- Fotopoulos, Perikles (1931–2003), griechisch-italienischer Schlagersänger und Opernregisseur
- Fotopoulos, Takis (* 1940), griechischer Philosoph, Ökonom, Autor und Herausgeber
- Fotopoulou, Filippa (* 1996), zyprische Weitspringerin
- Fotopoulou, Olivia (* 1996), zyprische Sprinterin

### Fotr
- Fotr, Oskar (* 1996), tschechischer Fußballspieler

### Fots
- Fotsch, Christian (* 1962), Schweizer Musiker und Festivalproduzent
- Fötsch, Toni (1920–2008), österreichischer akademischer Maler, Grafiker und Restaurator
- Fötschl, Andreas (* 1973), österreichischer Fußballspieler und Trainer
- Fötschl, Yannic (* 2003), österreichischer Fußballspieler
- Fotsing Kamdem, Jerry (* 1981), deutsch-kamerunischer Basketballspieler
- Fotsis, Antonios (* 1981), griechischer Basketballspieler

### Fott
- Föttinger, Claus (* 1960), deutscher Gegenwartskünstler
- Föttinger, Fritz (* 1939), deutscher Mundartschriftsteller, Maler, Grafiker und Keramiker
- Föttinger, Herbert (* 1961), österreichischer Schauspieler und TheaterintendantHerbert Föttinger (* 1961)

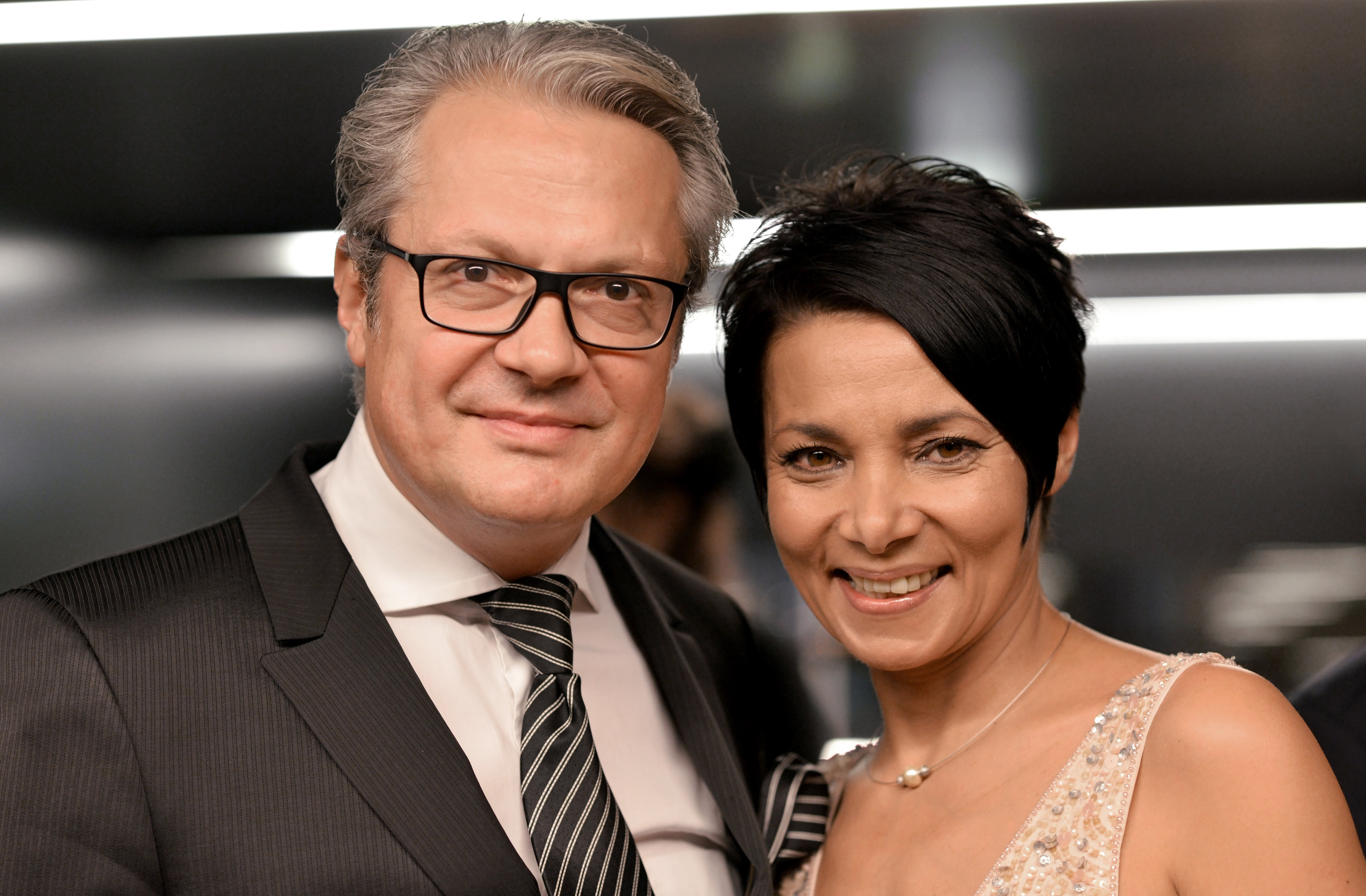
Herbert Föttinger (* 1961)

- Föttinger, Hermann (1877–1945), deutscher Elektroingenieur, Erfinder und Hochschullehrer
- Föttinger, Michael (* 1997), österreichischer Skilangläufer
- Fottner, Helmut (1927–2009), deutscher Fußballspieler
- Fottner, Johannes (* 1971), deutscher Ingenieurwissenschaftler
- Fottner, Josef (1909–1983), deutscher Maler
- Fottner, Leonhard (1938–2002), deutscher Ingenieurwissenschaftler
- Fottorino, Éric (* 1960), französischer Journalist, Publizist und Schriftsteller

### Fotu
- Fotu, Leki (* 1998), US-amerikanischer American-Football-Spieler

### Foty
- Fotyga, Anna (* 1957), polnische Politikerin (PiS), MdEP und Außenministerin Polens (2006–2007)
- Fotygo-Folański, Bolesław (1883–1954), polnischer Opernsänger und -regisseur